# کوه‌های آناتولی شمالی
کوه‌های آناتولی شمالی (ترکی استانبولی: Kuzey Anadolu Dağları) که کوه‌های پونتی (انگلیسی: Pontic_Mountains) هم نامیده شده، رشته‌کوهی در شمال آناتولی ترکیه است. این کوه‌ها تقریباً با در راستای شرقی-غربی و به موازات ساحل دریای سیاه و در نزدیکی آن کشیده شده‌اند. امتداد شمال شرقی این کوه‌ها به گرجستان و غرب آن به دریای مرمره می‌رسد.
کاچکار داغی با ارتفاع ۳٬۹۳۷ متر بلندترین قله کوه‌های آناتولی شمالی است. گسل شمال آناتولی و گسل شرق آناتولی که از نوع گسل امتدادلغز با راستای شرقی-غربی هستند، در طول این رشته‌کوه امتداد یافته‌اند.